# Уотком
Округ Уотком (англ. Whatcom County) — округ штата Вашингтон, США. Население округа на 2000 год составляло 166 814 человек. Административный центр округа — город Беллингхем.
Округ Уотком основан в 1854 году. Он занимает площадь 6483 км², из которых 5457 км² — суша, а 1026 км² — открытые водные пространства.
Достопримечательности: Арка мира, расположенная в одноимённом парке.

## Демография
Согласно переписи населения 2000 года, в округе Уотком проживало 166814 человек (данные Бюро переписи населения США). Плотность населения составляла 30.4 человек на квадратный километр.

## География
Населённые пункты
- Беллингхем
- Линден
- Ферндейл
- Блейн
- Эверсон
- Самас
- Нуксак[англ.]

Озёра и водохранилища
- Росс